# Sterling (Massachusetts)
Sterling es un pueblo ubicado en el condado de Worcester en el estado estadounidense de Massachusetts. En el Censo de 2010 tenía una población de 7808 habitantes y una densidad poblacional de 95,1 personas por km².

## Geografía
Sterling se encuentra ubicado en las coordenadas 42°26′53″N 71°46′34″O / 42.44806, -71.77611. Según la Oficina del Censo de los Estados Unidos, Sterling tiene una superficie total de 82.11 km², de la cual 79.34 km² corresponden a tierra firme y (3.36%) 2.76 km² es agua.

## Demografía
Según el censo de 2010, había 7.808 personas residiendo en Sterling. La densidad de población era de 95,1 hab./km². De los 7.808 habitantes, Sterling estaba compuesto por el 96.96% blancos, el 0.7% eran afroamericanos, el 0.18% eran amerindios, el 0.87% eran asiáticos, el 0.06% eran isleños del Pacífico, el 0.29% eran de otras razas y el 0.92% pertenecían a dos o más razas. Del total de la población el 2.02% eran hispanos o latinos de cualquier raza.